# Theres Roth-Hunkeler
Theres Roth-Hunkeler (Hochdorf, 11 de octubre de 1953) es una escritora y periodista suiza.

## Biografía
Después de la escuela acudió a un seminario de maestras y luego estudió en un instituto de formación de adultos. Desde entonces trabaja como periodista. Además de varios cuentos en antologías y revistas literarias ha publicado cuatro novelas. Fue la primera presidenta de la asociación Autoras y Autores de Suiza; ocupó ese cargo desde el año 2003 hasta abril de 2007. Reside y trabaja en Baar.

## Obra

### Novelas
- Die Gehschule (1992)
- Die zweite Stimme (1997)
- Erzähl die Nacht (2000)
- Was uns blüht (2009)

### Edición
- Abschied von der Spaltung. Die letzten Jahre der Schweizer Autorinnen und Autoren Gruppe Olten und des Schweizerischen Schriftstellerinnen- und Schriftsteller-Verbandes (junto con Peter A. Schmid, 2003)